# Talange

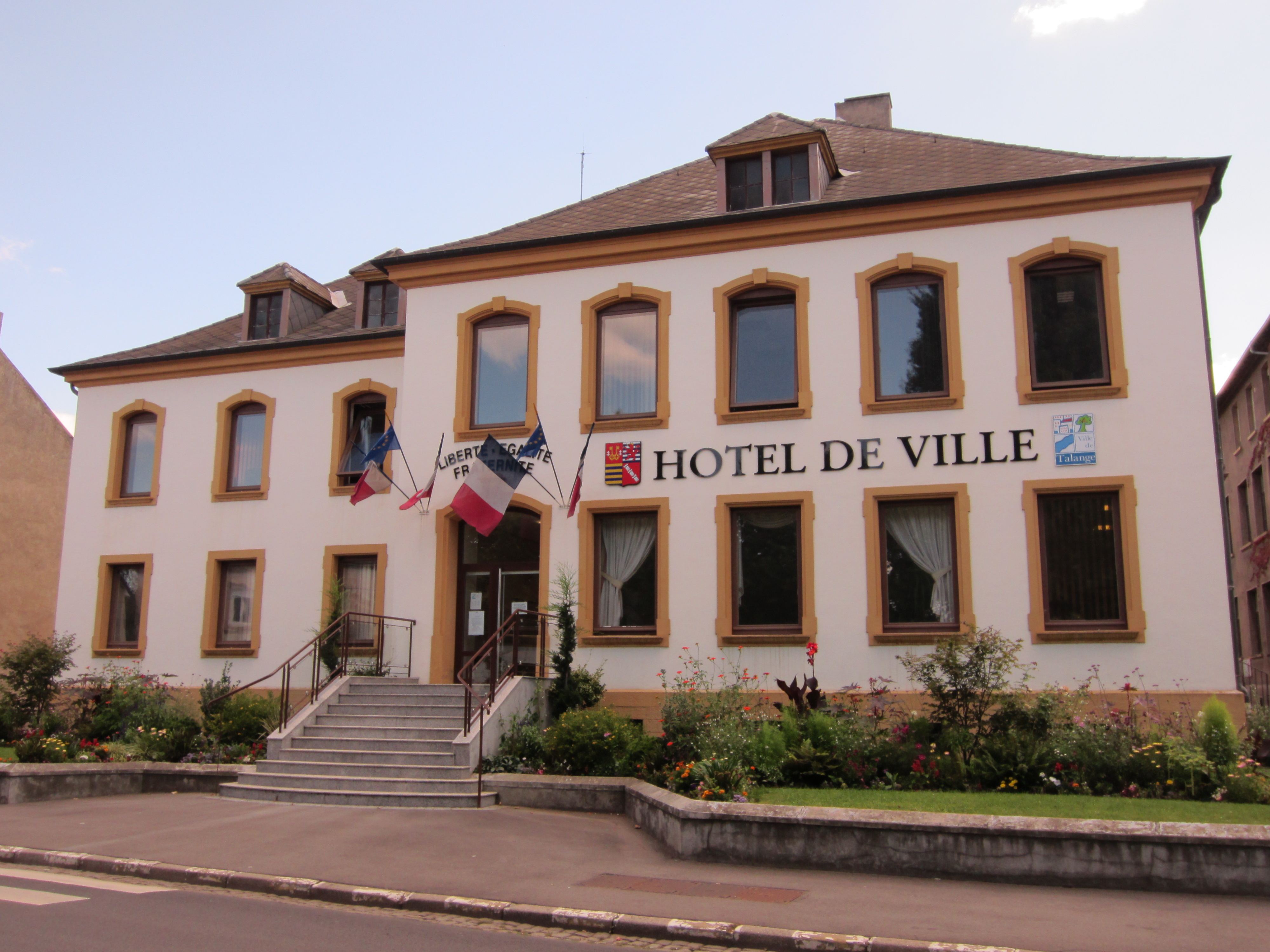
Rathaus (Hôtel de ville)

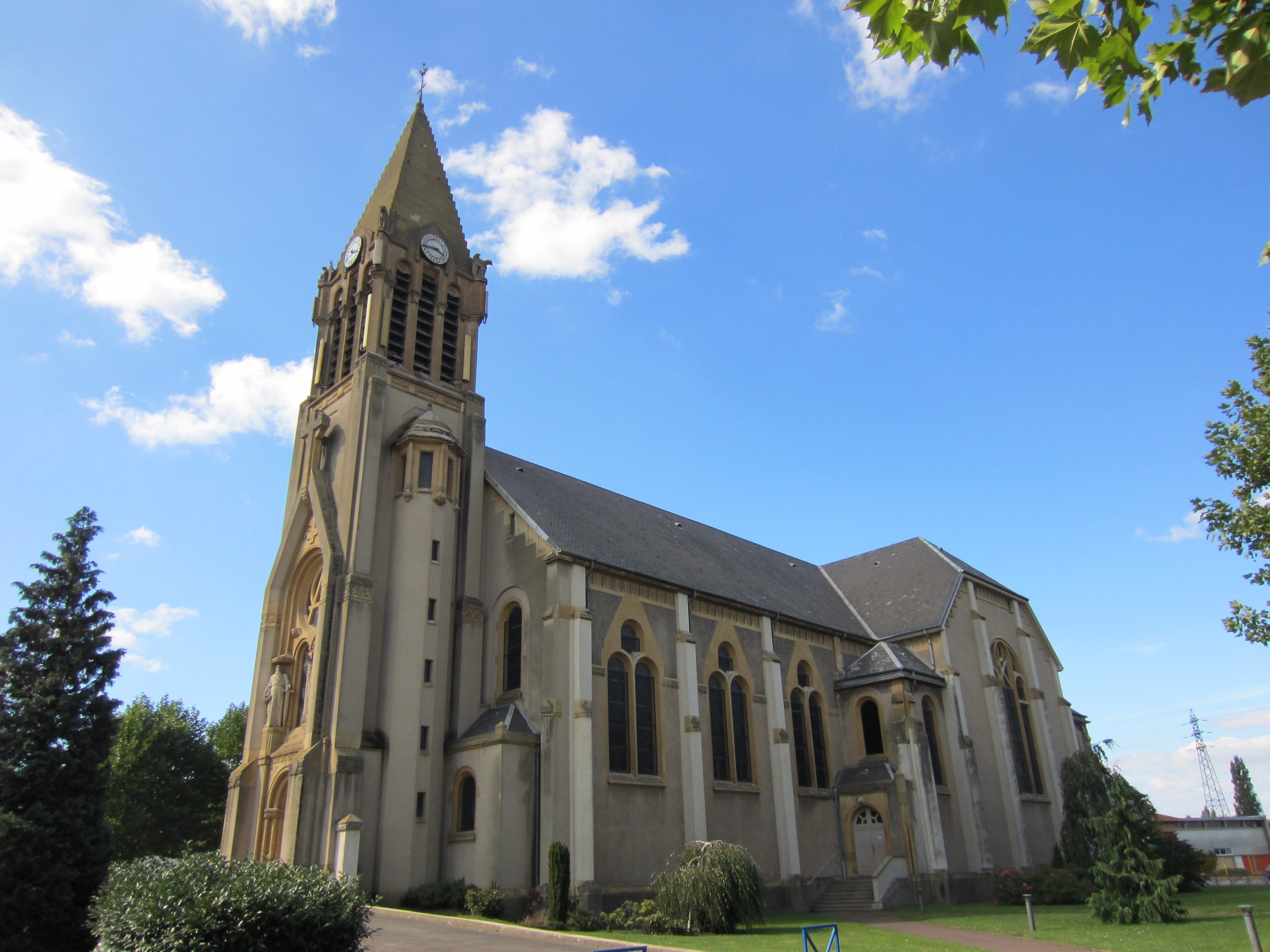
Kirche St. Jésus-Ouvrier

Talange (deutsch Talingen, lothringisch Taléngen) ist eine französische Stadt mit 8044 Einwohnern (Stand 1. Januar 2022) im Département Moselle in der Region Grand Est (bis 2015 Lothringen). Sie gehört zum Arrondissement Metz.

## Geographie
Die Stadt Talange liegt in der Mitte zwischen den Städten Metz und Thionville am linken Ufer der Mosel, auf einer Höhe zwischen 154 und 184 m über dem Meer. Das Gemeindegebiet umfasst 3,7 km².

## Geschichte
Der Ort wurde erstmals 960 als Tatolinga erwähnt. Die Ortschaft gehörte früher zum Bistum Metz.
Talange lag auf der deutschen Seite der ehemaligen deutsch-französischen Sprachgrenze. Der lothringische Dialekt wird aber aufgrund von demographischen Veränderungen kaum noch gesprochen.
In den Kämpfen von Metz mit den Lothringern und Luxemburgern wurde der Ort oft verheert. Vom ehemaligen Schloss waren schon um 1880 keine Überreste mehr vorhanden – an der Stelle befand sich ein Garten.
Durch den Frankfurter Frieden vom 10. Mai 1871 kam die Region an das deutsche Reichsland Elsaß-Lothringen, und Talange wurde dem Landkreis Metz im Bezirk Lothringen zugeordnet.
Nach dem Ersten Weltkrieg musste die Region aufgrund der Bestimmungen des Versailler Vertrags 1919 an Frankreich abgetreten werden und wurde Teil des Département Moselle.
Im Zweiten Weltkrieg war die Region von der deutschen Wehrmacht besetzt.

### Bevölkerungsentwicklung
| Jahr      | 1910 | 1962 | 1968 | 1975 | 1982 | 1990 | 1999 | 2007 | 2019 |
| Einwohner | 454  | 5246 | 6985 | 8176 | 8325 | 7755 | 7782 | 7549 | 7781 |

## Sehenswürdigkeiten
- Kirche St. Jésus-Ouvrier

## Persönlichkeiten
- Francis Piasecki (1951–2018), Fußballspieler

## Altdeutsche Literatur
- Georg Lang: Der Regierungs-Bezirk Lothringen. Statistisch-topographisches Handbuch, Verwaltungs-Schematismus und Adressbuch, Metz 1874, S. 86 (books.google.de).